# 10 Years
10 Years — американський альтернативний метал-гурт, утворений в Ноксвіллі, штат Теннессі 1999 року.

## Історія

### Ранні роки
Колектив 10 Years був сформований в Ноксвіллі, штат Теннессі в 1999 році співаком Майком Андердауном, барабанщиком Браяном Водіним, басистом Льюїсом Косбі, і гітаристами Раяном Джонсоном та Меттом Вонтлендом. 2001 року Косбі покинув колектив і гурт взяв на його місце Енді Паркса. Вони самостійно записали в цьому ж році альбом «Into the Half Moon».
Згодом вокаліст Майк Андердаун покинув гурт. 10 Years знайшли йому заміну в лиці Джессі Гашека з іншого місцевого гурту. 2002 року Паркс вирішив покинути гурт і Косбі повернувся.
У такому складі у 2003 році гурт випускає міні-альбом «Killing All That Holds You», що включає до себе такі треки: Wasteland, Seven, At A Loss, Sillhouette of a Life, All White та R.E.S.T. А рік потому 22 березня вийшов повноцінний альбом з такою ж назвою «Killing All That Holds You». Сингл «Wasteland» досяг успіху, це дозволило гурту підписати контракт із Universal Records. По словах вокаліста Джессі Гашека пісня була написана у 2001 чи 2002 році, і хлопці не прагнули написати вибуховий сингл, вони просто робили музику.

### The Autumn Effect (2004—2006)
The Autumn Effect — перший альбом гурту на великому лейблі, його реліз відбувся 16 серпня 2005 року. Він досяг позиції під номером 72 в Billboard 200. Та включив до себе перезаписані пісні з попередника — «Wasteland», «Through The Iris» та «Insects».
Перший сингл «Wasteland» перебував понад 12 місяців у різних рок-чартах, і в грудні 2005 року досягнув 1 місця в Active Rock, а в лютому 2006 зайняв 1 позицію в Billboard Modern Rock чарті. Великого успіху досягнув і другий сингл «Through The Iris». Обидві пісні отримали золотий статус у США

### Division (2006—2009)
19 листопада 2006 хлопці оголосили назву нового альбому «Division», та затвердили, що у наступному році розпочнуть роботу над записом.
Новий сингл «Beautiful» з'явився аж 29 січня 2008 року. Сам же альбом вийшов 13 травня 2008.
У 2009 році гітарист Метт Вонтленд покинув колектив.

### Feeding the Wolves (2009—2012)
В липні 2010 року гурт анонсував, що до нового альбому — «Feeding the Wolves» увійде 10 пісень. Першим синглом вийшла композиція «Shoot It Out».
Альбом був записаний у складі чотирьох учасників — Гашека (вокал), Косбі (бас), Джонсона (гітара) та Водіна, який виконав партії барабанів та гітари.
Реліз диску відбувся 31 серпня. В перший тиждень після виходу пластинки було продано 19 000 копій у США, а сам альбом дебютував на 17 позіції в чарті Billboard 200
2011 року другим гітаристом під час концертів став Чад Гафф

### Minus The Machine (2012—2014)
У квітні 2012 року 10 Years анонсували новий 6-й альбом «Minus The Machine». Реліз відбувся 7 серпня, на власному лейблі — Palehorse Records. За словами бас-гітариста Льюїса Косбі, незалежність надала новий заряд енергії гурту. Перший сингл «Backlash», зайняв 24 позицію в Active Rock radio chart.
Для просування нового запису гурт вирушив у тур разом з Fair to Midland та Kyng.
У вересні Льюїс Косбі покинув колектив, у зв'язку з вихованням дитини. На концертах його замінив Раян Кольєр з гурту Fair to Midland.
2013 року лідер гурту Браян Водін оголосив про свою перерву у концертній діяльності. Його підмінити був покликаний Кайл Майєр, що вже грав з гуртом у 2010 році.
Згодом було оголошено про вихід акустичного міні-альбому «Live & Unplugged at the Tennessee Theater».

### From Birth To Burial (2014— 2016)
На честь 10-річчя альбому «The Autumn Effect» 10 Years у передноворічну ніч 31 грудня 2014 мали виступити в класичному складі. Але Браяй Водін не зміг зіграти разом з хлопцями, як він повідомив на офіційній сторінці Facebook, через проблеми зі здоров'ям його дружини. Також у грудні з'явилась інформація про нову платівку, що отримала назву «From Birth to Burial», та має вийти весною наступного року.
Першим синглом, що передував виходу альбому став трек «Miscellanea».
Для просування CD, гурт вирушив у турне в лютому за підтримки Otherwise, The Glorious Sons та Luminoth. Цього ж місяця колектив виконав три нові пісні з нового альбому на концерті у Сан-Антоніо: «From Birth To Burial», «Triggers And Tripwires» та «Miscellanea». У квітні було анонсовано «Triggers & Tripwires» тур, у якому супроводжували банду Starset, Islander та Skytown Riot.
21 квітня 2015 року вийшов новий альбом. 7-ма за рахунком платівка включає до себе 11 пісень.
У травні було оголошено про третій тур «When The Sky Cracks Open», що пройшов разом з Nonpoint, The Family Ruin та Awaken The Empire.
У жовтні 10 Years вирушили у тур по Австралії у супроводі Dead Letter Circus, тому за місяць до того — 18 вересня, було вирішено випустити спеціальну версію альбому «From Birth to Burial» з бонусними піснями..
У грудні на офіційній сторінці гурту у Facebook з'явилась інформація про нові дати концертів. Тож гурт у січні-лютому разом з P.O.D. в North Amerucan Tour зіграє на одній сцені ще з Dead Letter Circus та War Of Ages.

### Зміни у складі та робота над новим альбомом (2016— наш час)
Після виснажливих шоу, гурт зробив невелику паузу. А 7 квітня на сторінці гурту у Facebook з'явилось повідомлення, що колектив покинув Раян Кольер. Під час спільного туру з гуртом Apocalyptica до складу ватаги повернувся Метт Вонтленд, який зайняв місце гітариста, а роль бас-гітариста почав виконувати Чад Гафф.
Деякий час потому — 30 вересня, гітарист Раян Джонсон, також через соціальну мережу повідомив, що через стан здоров'я припиняє виступи та покидає колектив. Декілька днів потому було оголошено, що до гурту повертається Браян Водін. Одразу ж після змін у колективі, на сторінці Facebook з'явились світлини з підписами, що ватага працює над новим матеріалом.

## Склад
Теперішній склад
- Джессі Гашек (англ. Jesse Hasek) — вокал (з 2002 — н.ч.);
- Браян Водін (англ. Brian Vodinh) — ударні, бек-вокал (з 1999 — н.ч.), гітара (з 2010 — н.ч.), бас-гітара (2014 в студії). 2013—2016 перерва в концертній діяльності.
- Метт Вонтленд (англ. Matt Wantland) — гітара (1999—2009, 2016 — н.ч.). Наживо — 2013, 2014, 2015.
- Чад Ґреннор (англ. Chad Grennor) — бас-гітара (з 2018 — н.ч.)
- Люк Нейрі (англ. Luke Narey) — ударні (з 2018 — н.ч.)

Колишні учасники
- Раян Джонсон (англ. Ryan «Tater» Johnson) — гітара, бек-вокал (з 1999 — 2016);
- Майк Лі Андердаун (англ. Michael Lee Underdown) — вокал (1999—2001; 2012, 2013 (live)) — член гурту «Courage, You Bastards»;
- Льюїс Косбі (англ. Lewis «Big Lew» Cosby)  — бас-гітара (1999—2001, 2002—2012; 2013, 2014, 2015, 2016 (live));
- Енді Паркс (англ. Andy Parks)  — бас-гітара (2001—2002).

Концертні учасники
- Чад Гафф (Maylene and the Sons of Disaster) — гітара (2011 — 2016), бас-гітара (з квітня 2016—2018);
- Кайл Маєр (ex-Before The Mourning) — ударні (2010, з 2013—2018);
- Раян Кольєр (ex-Fair to Midland, ex-Opus Däi) — бас-гітара (2012 — 2016);
- Сем Андерсон — ударні (2010);
- Метт Браун — ударні (2010—2011);

## Дискографія
Альбоми
- Into the Half Moon (2001)
- Killing All That Holds You (2004)
- The Autumn Effect (2005)
- Division (2008)
- Feeding the Wolves (2010)
- Minus The Machine (2012)
- From Birth to Burial (2015)
- (How to Live) As Ghosts (2017)

EP
- Killing All That Holds You (2003)
- Acoustic EP (2006)
- Live & Unplugged at the Tennessee Theater (2013)

Сингли
- 2005: «Wasteland» — The Autumn Effect
- 2006: «Through the Iris» — The Autumn Effect
- 2006: «Waking Up» — The Autumn Effect
- 2008: «Beautiful» — Division
- 2008: «So Long, Good-Bye» — Division
- 2009: «Actions & Motives» — Division
- 2010: «Shoot It Out» — Feeding the Wolves
- 2011: «Fix Me» — Feeding the Wolves
- 2011: «Now Is the Time (Ravenous)» — Feeding the Wolves
- 2012: «Backlash» — Minus the Machine
- 2013: «Dancing With The Dead» — Minus the Machine
- 2013: «Minus the Machine» — Minus the Machine
- 2015: «Miscellanea» — From Birth to Burial
- 2015: «From Birth to Burial» — From Birth to Burial
- 2016: «Selling Skeletons» — From Birth to Burial
- 2016: «Moisture Residue» — From Birth to Burial
- 2017: «Novacaine» — (How to Live) as Ghosts
- 2018: «Ghosts» — (How to Live) as Ghosts
- 2018: «Burnout» — (How to Live) as Ghosts
- 2020: «The Shift» — TBA